# Taça Crédito Agrícola
A Taça Crédito Agrícola é um torneio não oficial de futebol organizado pelo Gil Vicente Futebol Clube e disputado anualmente no seu estádio.

## Resultados

### 2009
| 25 de julho | Gil Vicente | 0 – 0 | SC Braga | Estádio Cidade de Barcelos, Barcelos |
| 21:00 UTC   |             |       |          |                                      |

|  |       | Penalidades |
|  | 3 – 4 |             |

### 2010
| 14 de julho | Gil Vicente | 1 – 4 | SC Braga | Estádio Cidade de Barcelos, Barcelos |
| 21:00 UTC   |             |       |          |                                      |

### 2011
| 26 de julho | Gil Vicente | 0 – 3 | SC Braga | Estádio Cidade de Barcelos, Barcelos |
| 20:15 UTC   |             |       |          |                                      |

### 2012
| 28 de julho | Gil Vicente                     | 2 – 5 | Benfica                                                  | Estádio Cidade de Barcelos, Barcelos |
| 20:40 UTC   | Cláudio 40' · Pedro Pereira 52' |       | Rodrigo Mora 14' 23' 35' · Miguel Vítor 18' · Michel 67' |                                      |

### 2013
| 3 de agosto | Gil Vicente                                              | 4 – 1 | Vitória de Guimarães | Estádio Cidade de Barcelos, Barcelos |
| 20:30 UTC   | João Vilela 19' 23' · Diogo Viana 28' · Bruno Moraes 47' |       | Marco Matias 47'     |                                      |

### 2014
| 26 de julho | Gil Vicente | 2 – 2 | Braga | Estádio Cidade de Barcelos, Barcelos |
|             |             |       |       |                                      |

|  |       | Penalidades |
|  | 2 – 4 |             |

2015                                                                                     Gil Vicente              3 - 1               Rio Ave                                                       Estádio Cidade de Barcelos, Barcelos

## Palmarés
| Clube       | Títulos | Vices | Participações |
| ----------- | ------- | ----- | ------------- |
| Braga       | 4       | 0     | 4             |
| Gil Vicente | 2       | 5     | 7             |
| Benfica     | 1       | 0     | 1             |
| Vitória SC  | 0       | 1     | 1             |
| Rio Ave     | 0       | 1     | 1             |